# هندشاه النخجواني
فخر الدين هندشاه النخجواني (ق. 1240 - ق. 1328) كان عالمًا وشاعرًا ومؤرخًا في العصور الوسطى.

## الحياة
كان اسمه الكامل هندشاه بن سنجار بن عبد الله الصاحبي الكيراني. وفقًا لكليفورد إدموند بوسورث ، فإن لقب "صاحبي" يعني أنه كان مرتبطًا بشخصية سياسية قوية في عصره وعلى الأغلب هي شمس الدين الجويني.
ولدت هندشاه في كيران (بالقرب من العصر الحديث قلنطر ديزا [الإنجليزية] في ناختشيفان). يشير اسم والده - بدر الدين سنجر - إلى أنه كان من أصل تركي، وربما خدم الإلدجوزيين .[بحاجة لمصدر] قبل عام 1275، كان طالبًا في المدرسة المستنصرية، يدرس طب العيون والقواعد العربية والحديث على يد أساتذة مثل شمس الدين محمد الكيشي (ت. 1294) وأبو القاسم الكاشاني . وفي سنة 1275م، عُيّن حاكمًا على كاشان، حيث كان شقيقه الأمير سيف الدولة محمود (توفي قبل سنة 1258م).
كما قام بنسخ مخطوطات مختلفة من مؤلفين آخرين. ويبدو أنه سافر إلى المدرسة النظامية في بغداد سنة 1280م وبدأ التدريس هناك. وفي هذه الأثناء، نسخ كتاب "جامع الدقائق في كشف الحقائق" لنجم الدين القزويني الكاتبي هناك في سنة 1284/5، وسافر إلى مدرسة الصاحبية في نخجوان حيث نسخ أعمال أبي القاسم الشاطبي والداني في سنة 1294/5. عمل على مختارات من الشعر العربي بعنوان موارد الأدب والتي ألفها في تبريز في 30 أبريل 1308، مع 45 بيتًا إضافيًا من شعره. وبعد فترة ذهب إلى لرستان وقدم عمله تجارب السلف، وهي ترجمة فارسية لكتاب الفخري لابن الطقطقي مع إضافاته الخاصة ثم إلى الأتابك نصرت الدين أحمد في نيسان-أيار 1314. وفي العام التالي ذهب إلى تستر حيث نسخ أعمال عدة مؤلفات منها ياقوت الحموي، ومنصور بن فلاح اليماني، وعلي بن العباس الأهوازي، وغيرهم. عاد إلى أذربيجان في عام 1317، وعاش وعمل في بيلقان، وسلطانية، وسهرورد، ونخجوان مرة أخرى في عام 1321.
نسب كاتب جلبي إلى هندوشاه تأليف معجم تركي فارسي بعنوان "صحيح الآجام" ، والذي أصبح موضوع نقاش بين العلماء. في حين أن علماء مثل أ.ف. أكمسخن أرجع تاريخ العمل إلى 8 أيار 1279 وغلام حسين بيجدالي الذي نشر نسخة من هذا الكتاب أيدوا أن العمل من تأليف هندشاه، إلا أن تشارلز أمبروز ستوري ومحيت طباطبائي وآخرين شككوا في ذلك. وقد انتقد المستشرقان الأذربيجانيان جميلة صادقوفا وطيبة علاء الصغروفا في نسختهما النقدية المشتركة العمل الضعيف الذي قدمه بيجدالي، في حين دعما ادعائه بأن هندوشاه كان بالفعل المؤلف. دحض ديفيد دوراند-جيدي ادعاءات التأليف، ومع ذلك وافق على كون هندشاه تركيًا، فمن المرجح أنه كان يتحدث اللغة التركية إلى جانب الفارسية والعربية، لكنه كان مهتمًا أيضًا باللغة الأذرية.
لقد اختلط كثيرًا مع ابنه الأكثر شهرة محمد النخجواني. توفي قبل عام 1328م حسب ما ورد في عمل ابنه.